# Apiocera maxima
Apiocera maxima is een vliegensoort uit de familie Apioceridae. De wetenschappelijke naam van de soort is voor het eerst geldig gepubliceerd in 1953 door Paramonov.
De soort komt voor in Australië (Zuid-Australië, West-Australië en Victoria).